# Callidora analis
Callidora analis là một loài tò vò trong họ Ichneumonidae.